# مجله پرستاری نوزاد، مامایی و زنان
مجله پرستاری نوزاد، مامایی و زنان (به انگلیسی: Journal of Obstetric, Gynecologic, & Neonatal Nursing) یک مجلهٔ نقد همترازی پرستاری است که در سال ۱۹۷۲ در آمریکا پایه‌گذاری شده است. مطالب این مجله در زمینهٔ پرستاری زایمان، پرستاری نوزاد و پرستاری زنان است و مجله رسمی انجمن پرستاران نوزاد، بهداشت زنان و مامایی است.
این مجله در آمریکا و کانادا منتشر می‌شود و در پایگاه‌های دادهٔ زیر اندکس می‌شود:
- سی‌ای‌بی‌دایرکت (CAB Health/CABDirect)
- سی‌آی‌ان‌ای‌اچ‌ال (CINAHL)
- کارنت کانتست (Current Contents)
- کارنت کانتست/اس‌بی‌اس (Current Contents/Social & Behavioral Sciences)
- مدلاین (Index Medicus/MEDLINE)
- پاب‌مد (PubMed)
- پروکوئست (ProQuest)
- پسیک‌انفو (PsycINFO)
- اس‌سی‌آی‌ای (Science Citation Index Expanded)
- اسکوپوس (Scopus)
- نمایه استنادی علوم اجتماعی (Social Sciences Citation Index)